# 景泰川抽黄灌区
景泰川抽黄灌区，也称景电灌区，是位于中国甘肃省兰州市以北180千米处的一片农业灌溉区，灌溉范围包括甘肃省与内蒙古自治区。工程从黄河引水，最大提水高度713米，灌溉渠总长度2422千米，灌溉面积67,000公頃（670平方）。工程分为一期工程、二期工程和民调工程三个部分建设，始建于1969年10月，1971年10月启用。:75